# Крымская эстакада
Кры́мская эста́када — эстакада в Москве, соединяющая улицу Остоженка и Комсомольский проспект.

## Расположение
Проходит над Садовым кольцом и Крымской площадью, от которой получила своё название. Пересекает Садовое кольцо в месте слияния Крымского проезда (включая Крымский мост) и Зубовского бульвара.

## История
Была сооружена в 1960 году (инженер И. П. Валуев, архитекторы А. И. Сусоров и К. Н. Яковлев), став первой эстакадой в Москве. Длина эстакады с подходами составляла 318 м, ширина 17 м, пролёты были выполнены из сборных железобетонных конструкций.

## Состояние
К 1990-м годам эстакада оказалась в аварийном состоянии. «Прямо под ней располагались складские помещения Гормоста, организации, занимающейся обслуживанием всех мостов и эстакад в Москве. Кладовщики случайно заметили трещины у себя над головой, заволновались и кинулись спасать своё добро, а заодно уж — жизни москвичей и гостей столицы».

### Реконструкция
Претерпела масштабную реконструкцию в 1993—1997 годах (со сносом). Реконструкцией занималось ОАО «Гипротрансмост», главный инженер — Наталья Виноградова.
В процессе оказалось, что ранее её опоры были установлены прямо на перекрытии станции метро «Парк культуры». Потолки метро укрепили, чтобы избежать аварии. Опор у обновленой эстакады стало два раза меньше, пролетное строение облегчено в 1,7 раза. Изменена и форма опор — с одинарных на V-образные. Эстакада построена «на европейский манер»: все пешеходные проходы внизу, за счет чего стала шире проезжая часть. Самые ответственные узлы из английских материалов. Впервые применена гидроизоляция типа «Сервидек-Сервипак», а также установлены резинометаллические швы «Грейс».

## В культуре
На Крымской эстакаде снята последняя сцена фильма «Берегись автомобиля» («Здравствуй, Люба, я вернулся»).